# Конкуперація
Конкупера́ція (від «кооперація» і «конкуренція»; іноді також відома як конкурентна співпраця або співконкуренція) — неологізм описує співпрацю конкурентів, включаючи співробітництво в областях, де ваша думка не має переваги в конкурентоздатності, і може бути тільки варіантом для споживача. В англійській мові вживається термін coopetition — від cooperation + competition.
Конкуперація — це поєднання кооперації та конкуренції. Компанії економлять на основі співробітництва і розподілу витрат, затримуючи конкурентів в інших областях.
Конкуперація належить до квантової економіки, оскільки ґрунтується на співпраці та взаємодії, діалогу між конкуруючими сторонами задля спільної вигоди та максимального покриття ринку. 

## Інтернет-ресурси
- Strategic co-opetition: The value of relationships in the networked economy [Архівовано 17 лютого 2007 у Wayback Machine.], A perspective from IBM
- The website to accompany the book Co-opetition by Adam M Brandenburger and Barry J Nalebuff
- Summary of Co-opetition: A Revolutionary Mindset That Combines Competition and Cooperation by Brandenburger and Nalebuff, 1998.
- Channel Register: The ugly truth about coopetition [Архівовано 1 листопада 2012 у Wayback Machine.]
- Coopetition in the new economy: Collaboration Among Competitors
- FIRST Values: Coopertition
- Wróg czy przyjaciel? — współkonkurencja w logistyce, «Logistyka» 2002/4 [Архівовано 4 березня 2016 у Wayback Machine.]
- Koniec żartów z internetowego szału (artykuł z «Daily Telegraph» przetłumaczony na portalu Onet.pl)[недоступне посилання з липня 2019]
- dr inż. Zbigniew Pastuszak, Wróg czy przyjaciel? — Współkonkurencja w logistyce [Архівовано 4 березня 2016 у Wayback Machine.]